# Blythe Owen
Pour les articles homonymes, voir Owen.
Blythe Owen, née le 26 décembre 1898 à Long Prairie et morte le 28 février 2000 à Berrien Springs, est une compositrice américaine.